# Chris von Wangenheim
Christoph Freiherr von Wangenheim (Brieg, 21 febbraio 1942 – Saint Martin, 9 marzo 1981) è stato un fotografo tedesco di moda dalla metà degli anni sessanta agli inizi anni ottanta.

## Biografia
Christoph Freiherr von Wangenheim nasce nel 1942 a Brieg, in Slesia (adesso Polonia), figlio di Konrad Freiherr von Wangenheim, un ufficiale di cavalleria, vincitore di una medaglia d'oro alle Olimpiadi del 1936.
Chris cresce sulle montagne della Baviera solo con la madre, il padre, prigioniero di guerra in Unione sovietica, morirà impiccato in un campo di concentramento russo nel 1953. Si avvicina alla fotografia a 12 anni, imparando da un vicino di casa che fa il fotografo. Gira per il suo paese con due Agfa Clacks (l'equivalente tedesco della Kodak Brownie) a tracolla. Scatta la sua prima foto di moda alla madre che indossa una pelliccia di leopardo.
Von Wangenheim inizia gli studi di architettura ma non va avanti. Nel 1965 si trasferisce a New York dove lavora come assistente per David Thorpe e James Moore. Nel 1968 inizia a lavorare per Harper's Bazaar scattando piccole foto di accessori per i servizi minori, quello che lui stesso chiama, nel libro Fashion Theory, "il ghetto".
Nell'estate del 1968, approfittando dell'assenza dei fotografi titolari, ottiene il suo primo incarico da Bazaar, otto pagine di moda, da quel momento inizia la sua ascesa.
Nel 1969 Anna Piaggi inizia a lavorare per Vogue Italia, la sua visione provocatoria ed aggressiva si adatta benissimo allo lo stile di von Wangenheim che vola in Italia ed inizia la sua collaborazione con la rivista.
Grazie al sodalizio con la Piaggi, Von Wangenheim affina il suo modo di scattare, fino a renderlo unico ed assolutamente in sintonia con la cultura sexy ed incendiaria di quegli anni. Con Helmut Newton e Guy Bourdin, von Wangenheim costituisce quella che dai critici viene chiamata la Glamour Gang degli anni 70.
Nel 1972 inizia a lavorare per Vogue America, nel corso del decennio scatta anche per Esquire, Oui, Playboy, Interview e le edizioni italiana, francese e tedesca di Vogue. Scatta  campagne pubblicitarie per marchi come Revlon, Christian Dior, Helena Rubinstein e Calvin Klein. A partire dal 1978 e fino alla sua morte von Wangenheim fotografa diverse volte Gia Carangi, memorabili sono le foto di Gia nuda contro una recinzione metallica e quelle uscite nel febbraio 1979 su Vogue America scattate dall'elicottero nel deserto californiano. Insieme a quelle di Stan Malinowski e Francesco Scavullo sono le foto di von Wangenheim a fare di Gia Carangi una delle prime star models.
All'apice del suo successo, von Wangenheim muore in un incidente stradale a Saint Martin, nei Caraibi, nel marzo del 1981.
La fotografia di Chris von Wangenheim è diretta, sensuale ed aggressiva, il fotografo preferisce una luce diretta, dura ed utilizza spesso l'illuminazione mista, ambiente più flash. Von Wangenheim usa spesso, come Guy Bourdin, il flash anulare per esempio nella celebre foto del bracciale di Dior indossato da Lisa Taylor, morsa da un Dobermann.

## Opere
- a cura di Carol di Grappa, Fashion Theory, Lustrum Press, 1980.
- Venti Anni di Vogue Italia 1964-1984, Edizioni Condé Nast, 1984.
- Seventies Glamour, Dey Street Books, 2014.
- Gloss: The Work of Chris von Wangenheim, Rizzoli, 2015.
- Icons of style a century of fashion photography, J.Paul Getty Museum Los Angeles, 2018.

## Pubblicazioni
- Vogue Italia
  - 1970: ottobre
  - 1971: gennaio, marzo

- Vogue America
  - 1973: marzo, maggio
  - 1974: aprile, luglio, novembre, novembre, dicembre
  - 1975: aprile, settembre
  - 1976: febbraio, ottobre, luglio, agosto
  - 1978: maggio
  - 1977: gennaio, marzo, settembre, dicembre
  - 1979: aprile, settembre
  - 1980: agosto, settembre
  - 1981: gennaio, aprile, maggio
  - 1994: giugno
  - 2000: gennaio
  - 2001: marzo
  - 2004: agosto

- Harper's Bazaar
  - 1969: settembre
  - 1972: giugno, luglio
  - 1968: primavera-estate

- Vogue Paris
  - 1973: dicembre

- Interview
  - 1976: settembre

- Photo Italia
  - 1976: numero 21

- Playboy Francia
  - 1982: maggio

- Cosmopolitan Arianna
  - 1973: giugno

- American Photo
  - 2006: novembre

## Mostre
- Fashion meets Fantasy, Rizzoli Gallery, New York, 1975 [8]
- 20 anni di Vogue Italia, Galleria del Sagrato, Milano, 1984 [9]
- Chris von Wangenheim, Staley Wise Gallery, New York, 1994 [10]
- Chris von Wangenheim, Fotogalerie Karin Schneider-Henn, Monaco, 2010[11]
- The body exposed, Galleria Mutual Art, Torino, 2015 [12]
- Icons of style: a century of fashion photography, J-Paul Getty museum, Los Angeles, 2018 [13]
- Femme Touch, The Andy Warhol Museum, Pittsburgh, 2020[14]
- Works of Chris Von Wangenheim, The Select Gallery, New York, 2020[15]